# (3546) Atanasoff
(3546) Atanasoff est un astéroïde de la ceinture principale.

## Description
(3546) Atanasoff est un astéroïde de la ceinture principale. Il fut découvert le 28 septembre 1983 à Smolyan par l'observatoire national de Bulgarie. Il présente une orbite caractérisée par un demi-grand axe de 2,69 UA, une excentricité de 0,03 et une inclinaison de 7,0° par rapport à l'écliptique.

## Compléments